# Papa Giovanni X
Giovanni X (Tossignano, 860 circa – Roma, 928) è stato il 122º papa della Chiesa cattolica dal marzo 914 al 27 maggio 928.

## Biografia

### Carriera ecclesiastica
Secondo le Memorie storiche intorno alla terra di Tossignano, Giovanni della nobile famiglia dei Cenci, nacque in questa località sita nelle colline sopra Imola, intorno all'860. Intrapresa la carriera ecclesiastica, completò il diaconato a Bologna (ove fu ordinato dal vescovo Pietro) per poi diventare procuratore dell'arcivescovo di Ravenna Cailone. Giovanni soggiornò spesso a Roma come legato arcivescovile e fu in queste circostanze che strinse rapporti con l'aristocrazia romana, in particolare con il superista Teofilatto dei conti di Tuscolo (ca. 860 - ca. 924) e con sua moglie Teodora.
La svolta per la carriera ecclesiastica di Giovanni avvenne proprio grazie ai conti di Tuscolo, quando questi spinsero papa Sergio III (904-911) a nominarlo vescovo di Bologna, sede che però Giovanni non governò mai. Verso la fine del 904 Cailone morì, permettendo a Giovanni di occupare la ben più prestigiosa sede di Ravenna, diocesi che guidò dal 905 fino all'elezione papale. Nel 907 papa Sergio III lo nominò cardinale, ma il titolo cardinalizio assegnatogli è rimasto ignoto.

### L'elezione al Soglio
Tra fine marzo e inizio aprile del 914 Giovanni salì al Soglio pontificio. In realtà, all'epoca era ancora valido il decreto conciliare XV del Concilio di Nicea I, che proibiva a chi era già vescovo di diventare papa. L'elezione irregolare parve ai più come tale anche per le turbolente diatribe tra le opposte fazioni che si erano scatenate verso gli ultimi anni del IX secolo, ma la volontà del console di Roma Teofilatto e della sua famiglia prevalse sulla forza della legge.

### Il pontificato

#### La costruzione delle alleanze (914-915)
Nonostante l'appoggio dell'aristocrazia fosse risultato determinante per la sua elezione, Giovanni X non fu un pontefice fantoccio, ma anzi, fu l'ultimo papa a far valere il suo potere anche sulla nobiltà romana, prima di una lunga serie di pontefici "cortigiani". Giovanni fu infatti un convinto sostenitore della necessità che l'autorità spirituale (il papa) e quella temporale (l'imperatore) si potessero sostenere reciprocamente contro l'anarchia feudale che dilagava nell'Europa del IX secolo, e quindi anche nel Regnum Italicum. La sua posizione si riscontra in una serie di epistole indirizzate a Berengario I del Friuli: 
(Arnaldi 1967)

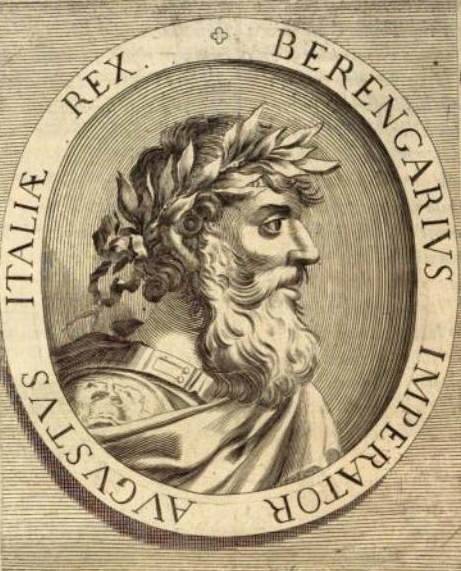
Ioanne Palatio, Berengario I imperatore, incisione in Aquila Saxonica Sub Qua Imperatores Saxones, 1673.

Una delle sue prime decisioni politiche fu quella di stringere un'alleanza con Alberico I, Marchese di Camerino, allora dominus del Ducato di Spoleto e dell'intera Italia centrale. Già forte dell'alleanza con l'aristocrazia romana, Giovanni portava così dalla sua parte anche uno dei nobili più potenti della Penisola.
Per affermare invece l'indipendenza della Santa Sede dall'aristocrazia romana, Giovanni volle ripristinare l'autorità imperiale. Formalmente il titolo apparteneva al provenzale Ludovico III (887-928), che però, sconfitto e accecato (da cui il soprannome di Ludovico il Cieco) da Berengario del Friuli (ca. 850-924) nel corso della guerra per la corona d'Italia, a causa della sua menomazione non era più in grado di mantenere la sua autorità sull'Italia e sulla Chiesa. Dall'888 Berengario cinse la corona d'Italia. Fu proprio al monarca italiano che il papa offrì la corona imperiale. Nonostante la sua posizione non fosse di primo piano, Berengario rappresentava l'unico feudatario italiano che avesse qualche pretesa valida al trono imperiale. Inoltre, a parere del Brezzi, la nomina imperiale di Berengario doveva essere, per il papa, l'espressione di un gioco di forze inteso a contrapporre le influenze politiche locali e spoletine con quella di un'autorità esterna a Roma. Invitato dunque a Roma, l'incoronazione dell'ormai sessantenne re d'Italia avvenne nei primi giorni di dicembre del 915 in San Pietro, dopodiché Berengario rinnovò tutte le promesse di protezione e difesa da parte sua nei confronti della Chiesa.

#### Difesa dell'Italia e della cristianità dai Saraceni
Se fino alla morte di Berengario la situazione all'interno del Regnum Italiae poteva dirsi sotto controllo, non era così al di là dei suoi confini. L'Europa orientale era devastata dalle incursioni degli Ungari, mentre il Nord era dilaniato dalle scorrerie dei Vichinghi. Tuttavia il pericolo maggiore per la Penisola italiana era costituito dai Saraceni, che con i loro continui assalti alle coste erano progressivamente penetrati anche nell'interno, giungendo già nell'846, sotto il pontificato di Sergio II, a saccheggiare le basiliche di San Pietro e San Paolo fuori le mura. Già papa Giovanni VIII (872-882) aveva cercato di eliminare alla radice il problema, ma la scarsa collaborazione dei duchi e principi dell'Italia meridionale, più interessati a intrattenere rapporti commerciali con i Saraceni che ad evitare le loro scorribande, aveva mandato a monte il progetto del pontefice. Solo all'epoca di papa Stefano V (885-891) Guido da Spoleto aveva inflitto loro una pesante (ma non definitiva) sconfitta nei pressi del fiume Garigliano, al confine tra Lazio e Campania, dove intorno all'880 i Saraceni avevano fondato una colonia, vero e proprio avamposto militare da cui facevano partire gli assalti contro le città italiane:
(Liutprando, p. 826, cap. 44)
Giovanni X era dunque deciso a stroncare una volta per tutte la minaccia saracena. Con un felice sforzo diplomatico, l'energico pontefice riuscì a riunire le forze dei vari principati italiani contro il nemico comune, coalizzando le truppe pontificie con le milizie dei Ducati del Centro-Sud (Spoleto, Gaeta, Napoli, Salerno e Benevento), la flotta bizantina guidata dallo strategos Niccolò Picingli e i contingenti dell'esercito imperiale guidati da Adalberto di Toscana, luogotenente per conto di Berengario. I ducati bizantini della Campania, legati da tempo ai Saraceni da rapporti di natura commerciale, furono attratti nell'alleanza in cambio di concessioni di titoli e di terre da parte di Giovanni X.
Per concentrare il nemico in un'unica posizione, la Lega cristiana attaccò gli insediamenti saraceni in Tuscia (Sutri), a Trevi e in Sabina, costringendoli a confluire lungo le rive del Garigliano, dove nel giugno del 915 furono sconfitti definitivamente in una battaglia campale dalla coalizione guidata da Alberico e dallo stesso Giovanni X. La Lega cristiana ottenne una vittoria talmente netta da scongiurare definitivamente nuove mire dei musulmani sulla Penisola. Gregorovius narra, in toni enfatici, l'impresa del pontefice e il suo ritorno a Roma: 
(Gregorovius, p. 886)
Rassicurato dalla presenza di un imperatore italiano, dall'amicizia con Alberico e Teofilatto e dalla rete di alleanze che si era costruito, Giovanni poté governare la sede apostolica per un periodo insolitamente lungo in quegli anni (dal 915 al 925), dedicandosi al governo della città.

#### Governo della Chiesa e relazioni esterne (915-924)

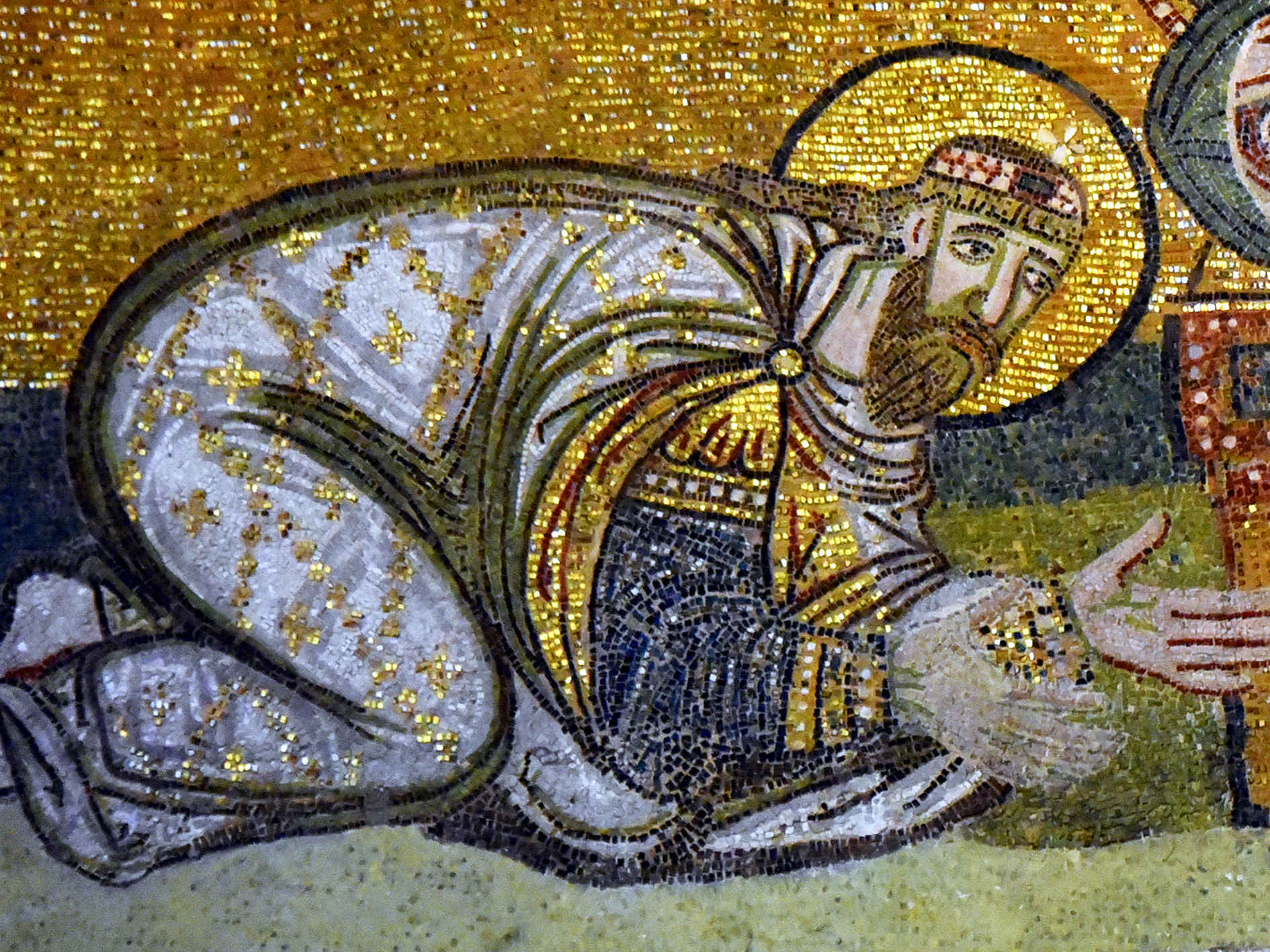
Mosaico raffigurante l'imperatore Leone VI a Santa Sofia, a Istanbul.

Passato il pericolo esterno, Giovanni si poté concentrare sul governo della Chiesa. Oltre ad intervenire in seno a diatribe sorte nella Chiesa franca, il pontefice dovette prendere posizione anche nelle questioni matrimoniali dell'imperatore bizantino Leone VI (886-912) il quale, pur di avere un erede maschio, si era sposato per la quarta volta, contraendo un matrimonio considerato alla stregua di concubinaggio da parte del clero bizantino. Entrato dunque in contrasto con il patriarca Nicola il Mistico, Leone VI lo depose ma, dopo la morte dell'imperatore (912), Nicola entrò a far parte del consiglio di reggenza in nome di Costantino VII Porfirogenito, il figlio avuto da quel quarto matrimonio. Nicola, per salvare l'unità dell'Impero e mantenere la concordia con la Chiesa bizantina, giunse ad una formula di compromesso, che condannava, come principio generale, il fatto di sposarsi quattro volte, ma convalidava in via eccezionale il quarto matrimonio di Leone VI (quello che gli aveva dato un erede al trono). Il Patriarca scrisse dunque tra il 920 e il 921 a Giovanni X, chiedendogli un parere in merito. Non si conosce la risposta del papa (in Occidente, comunque, si era più tolleranti che in Oriente riguardo alla tetragamia), che però non dovette essere negativa se è vero che dopo quello scambio epistolare ripresero buoni rapporti tra Roma e Costantinopoli.
Nel periodo in cui la sua autorità fu maggiormente riconosciuta, Giovanni si adoperò per rafforzare la propria posizione nei territori dell'ex impero carolingio, presiedendo sinodi tramite legati, oppure intrattenendo relazioni con i vescovi d'oltralpe. Ne sono esempio le lettere che inviò ai vescovi di Rouen e di Reims sul modo di trattare i Normanni convertiti al cristianesimo, nonché la presidenza assunta nel sinodo di Hohenaltheim sulla riforma dei costumi ecclesiastici.
Negli anni di tranquillità seguiti alla sconfitta dei Saraceni Giovanni X poté tra l'altro procedere al completamento della ricostruzione della Basilica del Laterano, in parte distrutta da un terremoto verificatosi negli ultimi anni del secolo precedente e non ancora interamente restaurata, e al potenziamento della schola cantorum. Assegnò la cattedra vescovile di Cesena, una città della Romagna, a Mauro, suo nipote.

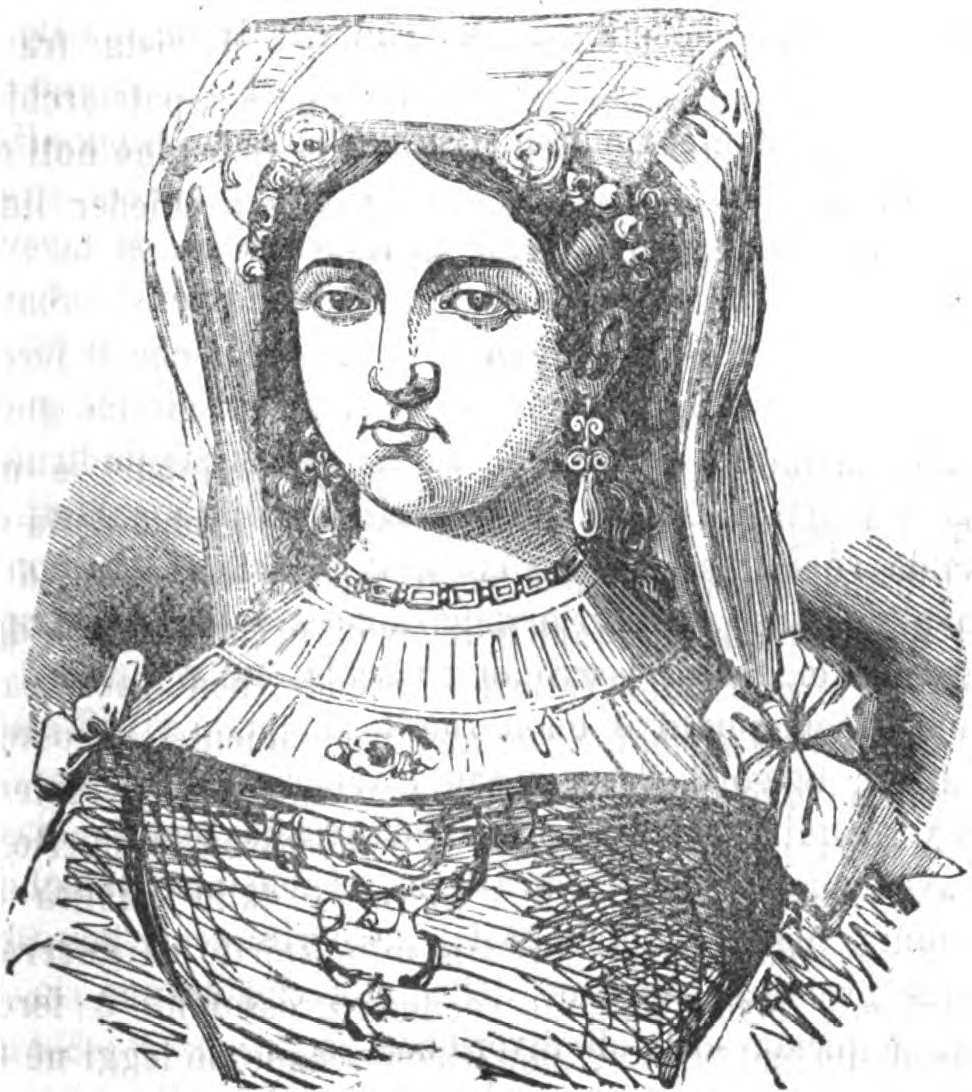
Marozia, disegno tratto da Franco Cesati, I Misteri del Vaticano o la Roma dei Papi, vol.1, 1861

#### Arresto, detenzione e morte (925-926)
In una tale situazione politica Giovanni X riuscì a mantenere la pace interna per quasi dieci anni, fino a quando, il 7 aprile 924, Berengario fu assassinato a Verona dalla fazione che sosteneva Rodolfo di Borgogna quale imperatore. Il potere imperiale, che si era mantenuto saldo negli anni e che aveva garantito a Giovanni X il mantenimento del controllo su Roma e il libero esercizio del suo magistero spirituale, veniva ora meno. La scomparsa di Berengario e la mancanza di un pretendente potente che potesse succedere in tutta tranquillità all'imperatore assassinato rigettò nel caos più completo il Regno d'Italia, e permise all'aristocrazia romana di riprendere il sopravvento sul pontefice.
Nel frattempo erano però morti anche i principali alleati del Papa nell'aristocrazia romana, Teofilatto (920 ca.) e Teodora (916), mentre il nuovo re d'Italia, Ugo di Provenza, era stato eletto dai principi elettori a Pavia nel luglio del 926 senza chiedere l'assenso papale. Giovanni X ora non aveva nessun alleato su cui poter contare. Così, nominò il fratello Pietro Console di Roma e Duca di Spoleto. Nello stesso anno fu ordita una congiura contro il pontefice, che Giovanni sventò. Sull'effettivo ruolo di Alberico nel colpo di mano gli storici sono divisi. La vera mente della congiura, Marozia, attese di trovare un alleato migliore per soggiogare il volitivo pontefice. Nel 925, o 926, si risposò con il Duca di Toscana, Guido (fratello di Ugo di Provenza), il quale disponeva di un proprio esercito.
Giovanni X tentò come prima cosa di venire incontro al cognato di Marozia, Ugo di Provenza. Pertanto dopo l'elezione di Pavia, inviò a Pisa dei legati i quali, in nome della Santa Sede, attestarono il riconoscimento dell'elezione. Re e papa s'incontrarono poi personalmente a Mantova, per discutere della situazione politica italiana e della più che possibile incoronazione di Ugo quale nuovo imperatore.
La situazione politica, che era rimasta stabile per circa un anno, precipitò nel 927:  approfittando del fatto che il papa e suo fratello Pietro erano fuori Roma, Marozia e Guido chiusero le porte dell'Urbe impedendo così al pontefice e al Re d'Italia di rientrare; l'alleanza tra il papa e l'imperatore era infatti troppo pericolosa per i progetti di Marozia di dominio dell'Urbe, e d'altra parte anche Guido aveva tutto l'interesse a contenere la potenza temporale della Chiesa (impersonata dal fratello del papa, Pietro). Ugo di Provenza, di fronte a una situazione che vedeva coinvolti in prima persona il fratello e la cognata, preferì non intervenire e ritornò a Pavia, lasciando soli Giovanni e Pietro. Nel dicembre dello stesso 927 Marozia e Guido passarono alla fase successiva del loro piano, occupando il Palazzo del Laterano. Pietro, privo delle forze militari necessarie, si rifugiò a Orte, dove chiamò in aiuto gli Ungari. L'iniziativa però gli costò cara in quanto, rientrato a Roma nel maggio 928, fu ucciso dal popolo e dall'aristocrazia sotto gli occhi del fratello: i Romani perché spinti dal legame con Marozia, gli altri perché irritati dall'arrivo di quelle famigerate orde barbariche. Giovanni, a questo punto, rimase senza più alleati: anche Ugo re d'Italia, infatti,  preferì rimanere a guardare l'evolvere degli eventi, senza agire. Nel maggio 928 Giovanni X fu arrestato/catturato a Orte per ordine di Marozia e condotto a Roma. Qui fu rinchiuso in carcere in Castel Sant'Angelo, dove quasi certamente fu eliminato da Marozia e Guido tra maggio 928 e i primi mesi del 929 o addirittura il luglio del 929, quando già si erano succeduti due papi al suo posto: Leone VI (maggio 928) e Stefano VII (dicembre 928).
Sulle cause della sua morte sono state proposte varie ipotesi: nelle Memorie storiche intorno alla terra di Tossignano è scritto che Giovanni fu soffocato con un guanciale dallo stesso Guido, mentre Gregorovius (basandosi su Liutprando) ritiene che il deposto pontefice fosse morto per inedia o per strangolamento.